# Jean Paul Egide Martini
Jean Paul Egide Martini (Freystadt (Oberpfalz, Duitsland), 31 augustus 1741 - Parijs, 14 februari 1816) (eigenlijk: Johann Paul Ägidius Martin of ook Johann Paul Ägidius Schwarzendorf alsook Martini il Tedesco en ook: Jean-Paul-Gilles Martini) was een Duits-Franse componist en muziekpedagoog.

## Levensloop
Zijn ouders waren de leraar en organist Andreas Martin en diens echtgenote Barbara. Zijn moeder overleed toen Jean 6 jaar oud was. Hij ging eerst naar het Jezuïeten-college in Neuburg aan de Donau, waar hij op 11-jarige leeftijd als organist werkzaam was. Daarna ging hij naar Freiburg im Breisgau om er filosofie te studeren, maar die studie werd afgebroken omdat hij zich meer tot de muziek aangetrokken voelde.
In 1760 vertrok hij naar Nancy in Lotharingen, waar hij de naam Martini il Tedesco aannam en waar hij in 1764 Marguerite Camelot huwde. Zij kwam eveneens uit een organistenfamilie.
Zijn grootste successen vierde hij na zijn vertrek naar Parijs, waar hij vooral opera's en marsmuziek componeerde.
In 1788 werd hij als Surintendant de la musique du Roi musicus aan het hof voor het gebied van de kerkmuziek en eveneens directeur van de belangrijkste Parijse theaters. Door de Franse Revolutie verloor hij zijn ambten en vluchtte vanwege de onlusten naar Lyon. In 1796 kreeg hij een baan aan het (nieuwe) Conservatoire de Musique, maar de daar gecomponeerde opera's waren weinig succesvol en hij verloor zijn baan in 1802.
Daarna hield hij zich met kerkmuziek bezig. Na  zijn 70e jaar beleefde hij nog de Restauratie van de Bourbon-monarchie 1814 en hij werd door de koning weer in zijn oude positie benoemd als Surintendant de la musique du Roi. Zijn laatste werk was een Requiem tot eer van de terechtgestelde Koning Lodewijk XVI., dat drie weken voor zijn eigen dood in Saint-Denis werd uitgevoerd.

## Composities

### Werken voor orkest
- Le Droit du Seigneur
- Plaisir D'amour

### Werken voor harmonieorkest
- Hymne à la Republique - tekst: Marie Joseph Chénier
- Hymne pour le festival le 22. semptembre - Tekst: Leclerc

### Missen
- Requiem, tot de eer van Koning Lodewijk XVI.

### Muziektheater

#### Opera's
| Voltooid in | titel                                           | aktes   | première                                             | libretto |
| ----------- | ----------------------------------------------- | ------- | ---------------------------------------------------- | --- |
| 1765        | La Convalescence de Thémire                     | 1 akte  | 20 februari 1765, Fléville                           | Théophile Gaultier |
| 1771        | L'amoureux de quinze ans ou "La double fête"    | 3 aktes | 18 april 1771, Parijs, Comédie-Italienne             | Pierre Laujon (1727-1811) |
| 1772        | Le Nouveau-né                                   | 3 aktes | 1772, Chantilly                                      | Pierre Laujon |
| 1772        | Le Fermier cru sourd ou "Les Méfiances"         | 3 aktes | 7 december 1772, Parijs, Comédie-Italienne           | Pierre Laujon |
| 1774        | Le Rendez-vous bien employé                     | 1 akte  | 10 februari 1774, Parijs, Comédie-Italienne          | Louis Anseaume |
| 1774        | Henri IV. ou "La Bataille d'Ivry"               | 3 aktes | 14 november 1774, Parijs, Comédie-Italienne          | B.F. de Rosoi |
| 1783        | Le Droit du seigneur                            | 3 aktes | 17 oktober 1783, Fontainebleau                       | F.G. Desfontaines (pseudoniem van: F.G. Fouques) en Antoine Bandieri de Laval                                                          |
| 1783        | L'Amant Sylphe ou "La Féerie de l'amour"        | 3 aktes | 24 oktober 1783, Fontainebleau                       | François-Antoine Quétant |
| 1785        | Annette et Lubin                                | 1 akte  | 1785, Gennevilliers                                  | Marie Justine Benoîte Favart (1727-1772), Jean François Marmontel, Jean Baptiste Lourdet de Santerre, Charles-Simon Favart (1710-1792) |
| 1794        | Sapho                                           | 3 aktes | 12 december 1794, Parijs, Amis de la Patrie, Louvois | Constance Marie Pipelet de Leury, later Constance Marie Prinses von Salm-Reifferscheid-Dyck                                            |
| 1797-1798   | Sophie de Pierrefeu ou "Le Sésastre de Messine" | 3 aktes | niet uitgevoerd                                      | Jacques-Antoine de Révéroni Saint-Cyr                                                                                                  |
| 1800        | Ziméo                                           | 3 aktes | 16 oktober 1800, Parijs, Feydeau                     | Jean Baptiste Lourdet de Santerre |
| 1806        | La Maison louée ou "La Maison à deux maîtres"   | 3 aktes | 30 augustus 1806, Parijs, Opéra-comique              | F. G. Desfontaines (pseudoniem van: F.G. Fouques)                                                                                      |